# Dritëro Agolli
Dritëro Agolli (13. října 1931, Menkulas, okres Devoll – 3. února 2017, Tirana) byl albánský spisovatel a novinář.

## Životopis
Navštěvoval střední školu v Gjirokastëru a studoval v 50. letech v Leningradě žurnalistiku. Od svého návratu do Albánie žije v hlavním městě Tirana. Zprvu pracoval pro noviny komunistické strany Zëri i Popullit. Své první básně publikoval v roce 1958.
Ve svých dílech – básních i próze – idealizoval socialistický systém. V letech 1973–1992 byl předsedou Svazu albánských spisovatelů.
Jeho básně jsou jemné a pro krásný jazyk čtené dodnes. V roce 1973 byl publikován jeho satirický román Shkëlqimi dhe rënia e shokut Zylo, který je zábavnou kritikou stranické byrokracie.
Zemřel na plicní chorobu v Tiraně 3. února 2017 ve věku 85 let.

## Dílo
- 1958 – Në rrugë dolla
- 1961 – Hapat e mija në asfalt
- 1964 – Zhurma e ererave të dikurshme
- 1965 – Shtigje malesh dhe trotuare
- 1968 – Mesditë
- 1969 – Komisari Memo
- 1973 – Shkëlqimi dhe rënia e Shokut Zylo
- 1974 – Nëne Shqipëri
- 1975 – Njeriu me top
- 1977 – Fjala gdhend gurin
- 1980 – Trëndafili në gotë
- 1993 – Pelegrini i vonuar
- 1995 – Lypësi i kohës
- 1995 – Njerëz të krisur
- 1985 – Udhëtoj i menduar
- 1995 – Cudira dhe marrëzi
- 1996 – Shirpti i gjyshërve
- 1996 – Kalorësi lakuriq
- 1996 – Vjen njeriu i çuditshëm
- 1997 – Baladë për tim atë dhe për vete
- 1997 – Arka e djallit
- 1997 – Teshtimat e lirisë. Njeriu, politika dhe kultura
- 1998 – Fletorka e mesnatës
- 1998 – Kambana e largët
- 1998 – Kënget e buzeqeshjes
- 1998 – Lutjet e kambanes
- 2000 – Gdhihet e ngryset
- 2000 – Dështaku